# República Soviética Eslovaca
República Soviética Eslovaca (Em Eslovaco: Slovenská republika rád) compreendeu um Estado comunista de curta duração no sudeste da Eslováquia de 16 de junho a 7 de Julho de 1919 com sua capital em Prešov, o país foi dirigido pelo ex-jornalista checoslovaco Antonín Janoušek. 
O país foi criado quando as tropas da República Soviética Húngara invadiram a Checoslováquia em 1919. O estado foi derrubado por uma campanha liderada pelo governo Checoslovaco.

## História

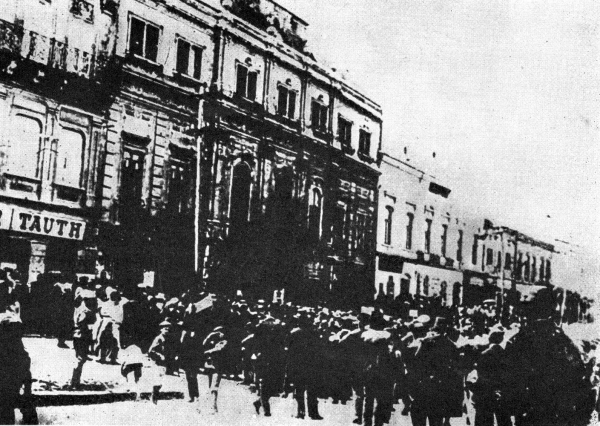
Proclamação da República Soviética Eslovaca em Prešov.

### Antecedentes
Após a proclamação da República Democrática Húngara em Novembro de 1918, o novo presidente, Mihály Károliy, se reuniu com os representantes das minorias étnicas da Hungria, dentre estas, os eslovacos. Estes rejeitaram a autonomia dada a eles e preferiram se juntar à Checoslováquia. 
O território que hoje forma a Eslováquia foi ocupada por tropas checas desde Dezembro de 1918, todavia, os Húngaros tinham um plano para dar autonomia à região entre, Dezembro-Março de 1918/19. Os eslovacos receberam autonomia nos quesitos de justiça, educação e religião, e inclusive foi feito um parlamento autônomo. Uma representação Eslovaca foi criada no parlamento de Budapeste e foi criado um novo ministério para assuntos eslovacos.

### A República Soviética Húngara
Em 21 de Março de 1919, antes de um ultimato da Entente, que dava território à Romênia, o governo de Mihály Károliy renunciou, entregando o poder para uma coalizão de Socialistas e Comunistas. O principal líder político do novo governo foi o Comunista Béla Kun, outrora ministro de Relações Exteriores e o novo líder do novo governo Socialista. Isso permitia aplicar políticas liberais em favor das minorias com base do princípio da autodeterminação.
À 6 de Abril de 1919, o Exército Vermelho (Húngaro) entrou na capital da Rutênia, Uzhorod, teoricamente parte dos territórios cedidos à Checoslováquia. Em resposta, o exército da Checoslováquia para atacar os húngaros à 27 de Abril. O ataque Checoslovaco ultrapassou a linha de demarcação traçada pelos Aliados (Armistício de Belgrado), assim, os primeiros ministros de França, Grã-Bretanha e o representante da Checoslováquia em Paris, Edvard Beneš condenaram esta ação. Isso permitiu que Kun ordenasse um contra-ataque, alegando que era uma mera defesa contra a agressão Checoslovaca. 
No início de Maio, apos as rejeições de Kun às propostas de Jan Smuts, representante da Entente, o exército da Romênia começou a marchar em direção à Budapeste, porém pararam nas margens do Rio Tisza. O governo Húngaro iniciou uma campanha, só que contra os Checos, invés dos Romenos. O exército checo era mais fraco, tinha uma área fronteiriça bastante industrializada e eles também atravessaram a linha de demarcação e se recusaram a se retirar. Em 30 de Maio os húngaros entraram em Lučenec, em 2 de Junho em Nové Zámky e em 6 de Junho em Kassa (Košice). Em 8 de Junho, o exército recuperou Prešov.

### Proclamção  da  República Soviética Eslovaca e sua breve existência
Em 16 de Junho de 1919, diante de milhares de pessoas, o jornalista Antonín Janoušek proclamou a República Soviética Eslovaca na sacada de um prédio em Prešov. A capital foi estabelecida em Kassa, no entanto foi movida para Prešov. Uma comissão revolucionária provisória de onze membros eleitos à 20 de Junho, escolheu um governo de vinte comissários (Conselho do Governo Revolucionário). Este governo logo nacionalizou a imprensa, a indústria, os latifúndios e outras propriedades. Também foi estabelecido que todo trabalhador tinha direito de votar e que qualquer camponês com propriedade menor a 200 acres estava isento dos impostos e suas dívidas foram canceladas. Logo uma nova constituição foi elaborada. 
Enquanto isso novas tropas foram recrutadas para o Exército Vermelho Eslovaco. A mobilização geral, entretanto foi um fracasso. Em 01º de Julho, o exército Checoslovaco iniciou uma campanha e invadiu a república soviética. Em 4 de Julho, diante de uma comissão Estadunidense, as tropas bateram em retirada. Em 6 de Julho os Checos invadiram toda a Eslováquia e cercaram Prešov. Em 7 de Julho a república foi totalmente dissolvida, já a República Soviética Húngara foi extinta no dia 01º do mês seguinte (Agosto). Sua criação deveu-se a um fator externo: a presença do Exército Vermelho. Ela desapareceu com a retirada do mesmo. Metade dos comissários (dos conselhos) eram húngaros, a capital era uma cidade majoritariamente magiar. Na prática, a República Soviética Eslovaca, nunca fora um estado independente, nem quase autônomo.